# Petersen Bank
Petersen Bank – ławica Oceanu Południowego, położona na północny zachód od Wybrzeża Budda, na zachód od archipelagu Balaena Islands. Została częściowo zbadana przy użyciu echosond przez statki biorące udział w amerykańskiej operacji Windmill w latach 1947–1948. Została dokładniej zlokalizowana i naniesiona na mapę w styczniu 1956 roku, w ramach ekspedycji grupy badawczej Australian National Antarctic Research Expeditions (ANARE) pod kierownictwem Phillipa Lawa na podstawie pomiarów głębokości wykonanych z pokładu statku MV Kista Dan, który przepłynął wzdłuż jej wschodnich i zachodnich obrzeży oraz przeciął jej południowy kraniec. Została nazwana na cześć Hansa C. Petersen, dowódcy statku MV Kista Dan.